# Paradoxornis à calotte noire
Paradoxornis margaritae
Espèce
Statut de conservation UICN

 VU  : Vulnérable
Le Paradoxornis à calotte noire (Paradoxornis margaritae) est une espèce de passereaux de la famille des Paradoxornithidae.
Son aire restreinte s'étend à travers le sud de la chaîne Annamitique.